# Kırklar
Kırklar (dansk: De Fyrre) er en betegnelse for fyrre hellige personer, som spiller en meget central rolle i alevismen. Blandt disse fyrre personer, findes bl.a. personer som Imam Ali og Salman al-Farisi. I alevismen består disse personer af 23 mænd og 17 kvinder.
De Fyrre indgår også i mange alevi-digte, eksempelvis i følgende digt af poeten Aşık Dertli (18. årh.):
 Muhammed Kırklar'a beli bes dedi,

Ali'yi görünce, Allah dost dedi,

Muhammed de Abdal olmak istedi,

Üçler, Beşler, Kırklar yolu Abdaldır.
Muhammed sagde ja til De Fyrre,

Da han så Ali, sagde han "Gud er ven",

Muhammed ville også være en Abdal,

De Tre, De Fem og De Fyrres vej er Abdal.

Det er interessant, at der også findes uafhængige ahadith, som understøtter alevismens doktrin om De Fyrre, specielt det ovenstående digt, som forbinder De Fyrre med dét at være Abdal. Hvad der er endnu mere bemærkelsesværdigt er, at ét af de mere kendte former af denne hadith er berettet af Imam Ali:
| „ | Ali har berettet, at Profeten sagde: "Abdal'erne vil være i Syrien. De er fyrre mænd. Hver gang en af dem dør, vil Gud erstatte denne med en anden. Igennem dem falder regnen ned og I opnår sejr over jeres fjender. Det er også på grund af dem, at folk i Syrien vil blive afværget fra at blive straffet. | “ |

Ovenstående hadith findes blandt andet i anerkendte hadith-samlinger som Imam Ahmad's Musnad (1:112).